# Mistrzostwa Świata w Kajakarstwie Górskim 1969
11. Mistrzostwa świata w kajakarstwie górskim odbyły się w dniach 31 lipca–3 sierpnia 1969 we francuskim Bourg-Saint-Maurice. Zawodnicy rywalizowali ze sobą w dziesięciu konkurencjach: pięciu indywidualnych i pięciu drużynowych.

## Końcowa klasyfikacja medalowa
| Miejsce | Państwo           | Złoto | Srebro | Brąz | Razem |
| ------- | ----------------- | ----- | ------ | ---- | ----- |
| 1       | RFN               | 4     | 2      | 2    | 8     |
| 2       | Czechosłowacja    | 3     | 4      | 4    | 11    |
| 3       | Francja           | 3     | 2      | 2    | 7     |
| 4       | Szwajcaria        | 0     | 1      | 0    | 1     |
| 4       | Wielka Brytania   | 0     | 1      | 0    | 1     |
| 6       | Stany Zjednoczone | 0     | 0      | 1    | 1     |

## Medaliści
| Konkurencja:                   | Złoto: | Srebro: | Brąz: |
| C-1 mężczyzn                   | Wolfgang Peters | Reinhold Kauder                                                                                                   | Zbyněk Puleč |
| C-1 drużynowo mężczyzn         | RFN · Wolfgang Peters · Harald Cuypers · Reinhold Kauder                                                                | Czechosłowacja · František Kadaňka · Zbyněk Puleč · Petr Sodomka                                                  | Francja · Claude Baux · Michel Trenhant · François Bonnet                                                                     |
| C-2 mężczyzn                   | Francja · Jean-Claude Olry · Jean-Louis Olry                                                                            | Czechosłowacja · Zdeněk Měšťan · Ladislav Měšťan                                                                  | Czechosłowacja · Zdeněk Valenta · Miroslav Stach                                                                              |
| C-2 drużynowo mężczyzn         | RFN · Hermann Roock i Norbert Schmidt · Manfred Heß i Wolfgang Wenzel · Karl-Heinz Scheffer i Heinz-Jürgen Steinschulte | Czechosłowacja · Zdeněk Valenta i Miroslav Stach · Jiří Dejl i Zdeněk Sklenář · Zdeněk Měšťan i Ladislav Měšťan   | Francja · Jean-Claude Olry i Jean-Louis Olry · Alain Duvivier i Dominique Duvivier · Louis Devilleneuve i Pierre Devilleneuve |
| K-1 mężczyzn                   | Claude Peschier | Werner Zimmermann                                                                                                 | Werner Rosener |
| K-1 drużynowo mężczyzn         | Francja · Patrick Maccari · Claude Peschier · Alain Colombe                                                             | Wielka Brytania · Kenneth Langford · Raymond Calverley · John MacLeod                                             | RFN · Ulrich Peters · Jürgen Gerlach · Werner Rosener                                                                         |
| C-2 konkurs mieszany           | Czechosłowacja · Jitka Traplová · Milan Svoboda                                                                         | Francja · Jarka Lutz · Claude Lutz                                                                                | Czechosłowacja · Hana Křížková · Jiří Koudela                                                                                 |
| C-2 konkurs mieszany drużynowo | Czechosłowacja · Hana Křížková i Jiří Koudela · Jitka Traplová i Milan Svoboda · Alena Prouzová i Petr Horyna           | Francja · Jarka Lutz i Claude Lutz · Françoise Labarelle i Ernest Labarelle · Marie-France Curtil i Daniel Curtil | Stany Zjednoczone · Nancy Southworth i Tom Southworth · Gay Fawcett i Mark Fawcett · Louise Wright i Paul Liebman             |
| K-1 kobiet                     | Ludmila Polesná | Ulrike Deppe | Jana Zvěřinová |
| K-1 drużynowo kobiet           | RFN · Bärbel Körner · Ulrike Deppe · Brigitte Schwack                                                                   | Czechosłowacja · Bohumila Kapplová · Jana Zvěřinová · Ludmila Polesná                                             | - |